# Shenfield
Shenfield – osada w Anglii, w hrabstwie Essex, w dystrykcie Brentwood. Leży 17 km na południowy zachód od miasta Chelmsford i 34 km na północny wschód od Londynu. Shenfield jest wspomniana w Domesday Book (1086) jako Scenefelda.

## Galeria

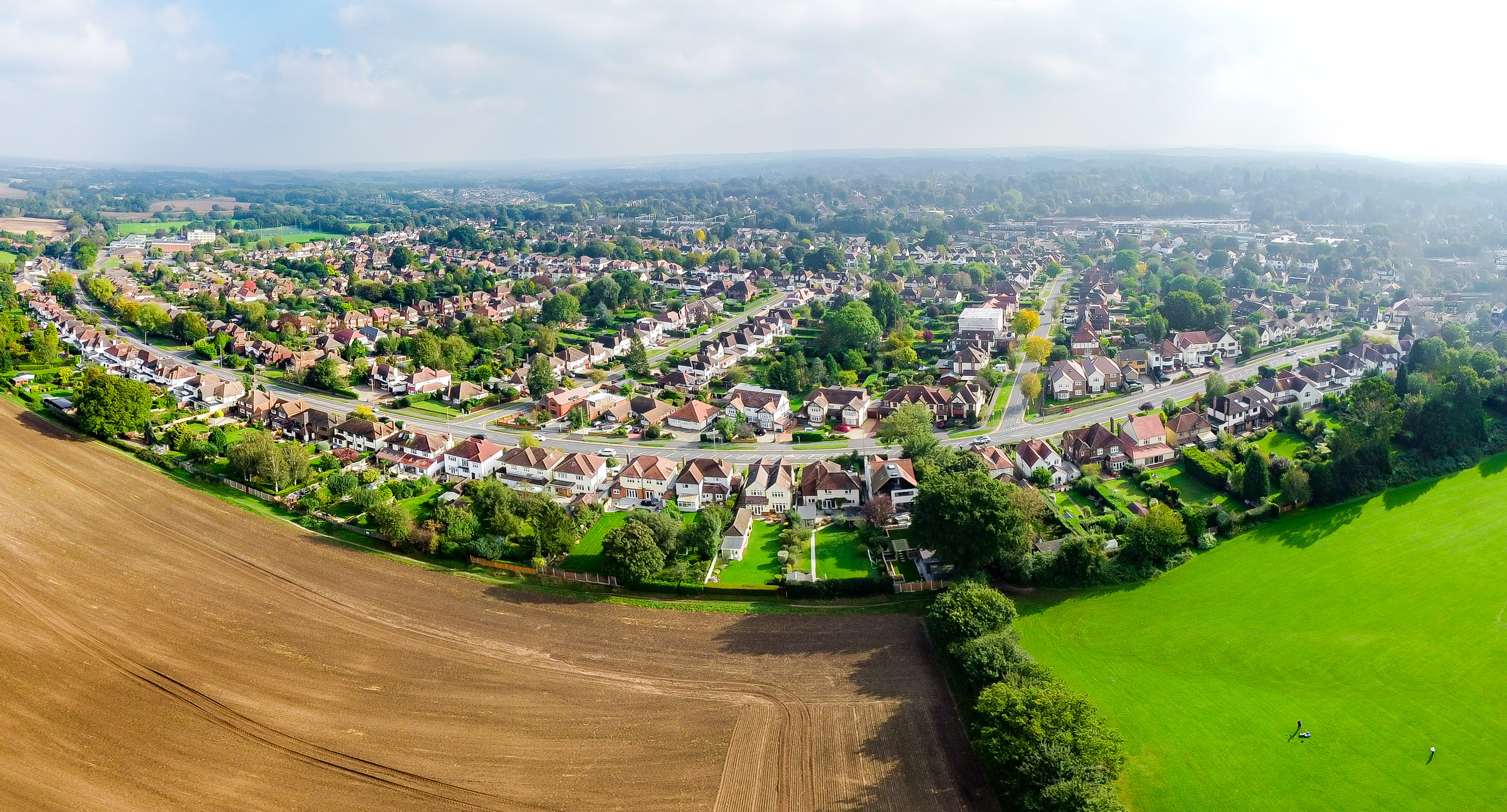
Rybim okiem z powietrza
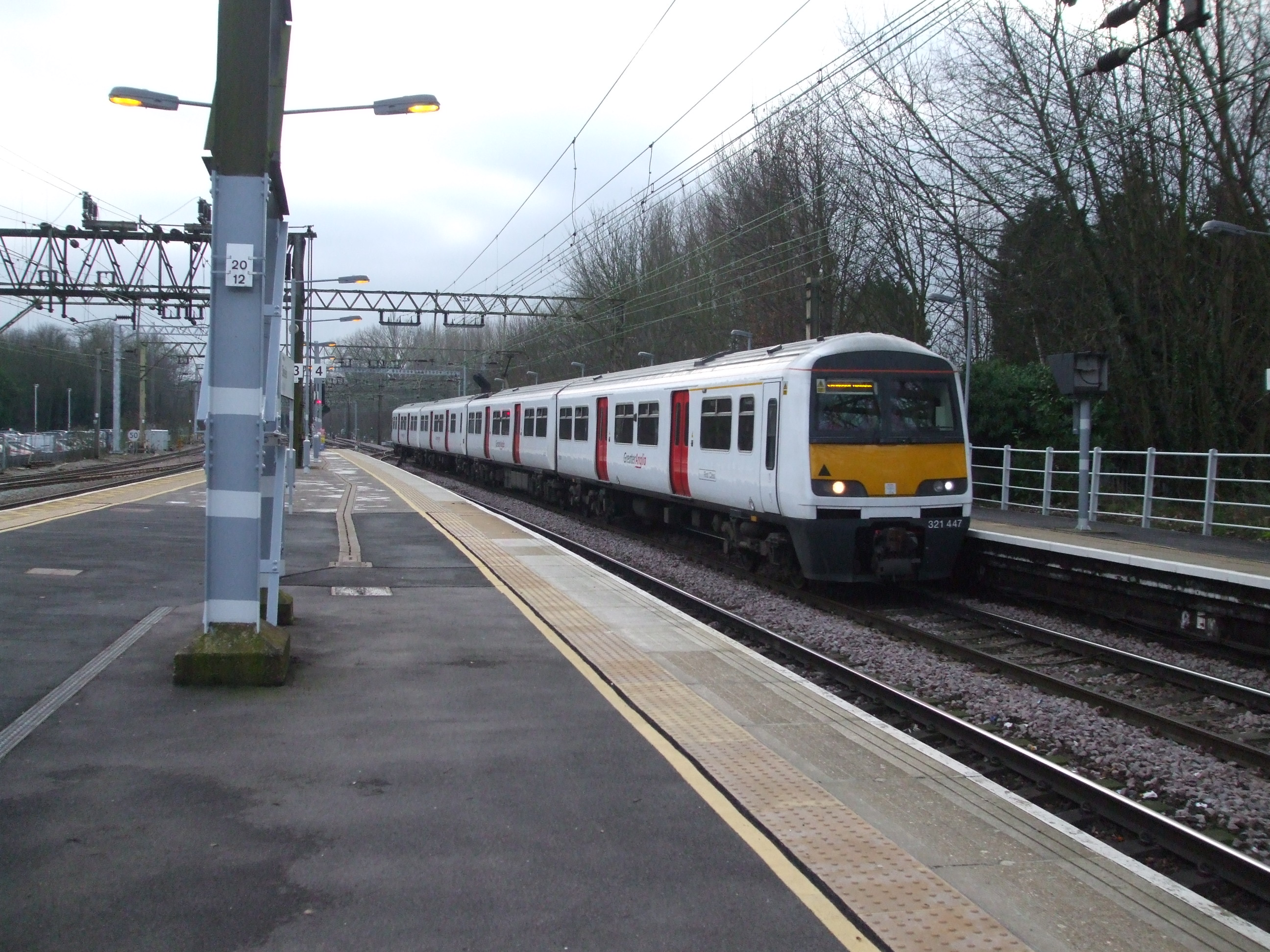
Na stacji kolejowej
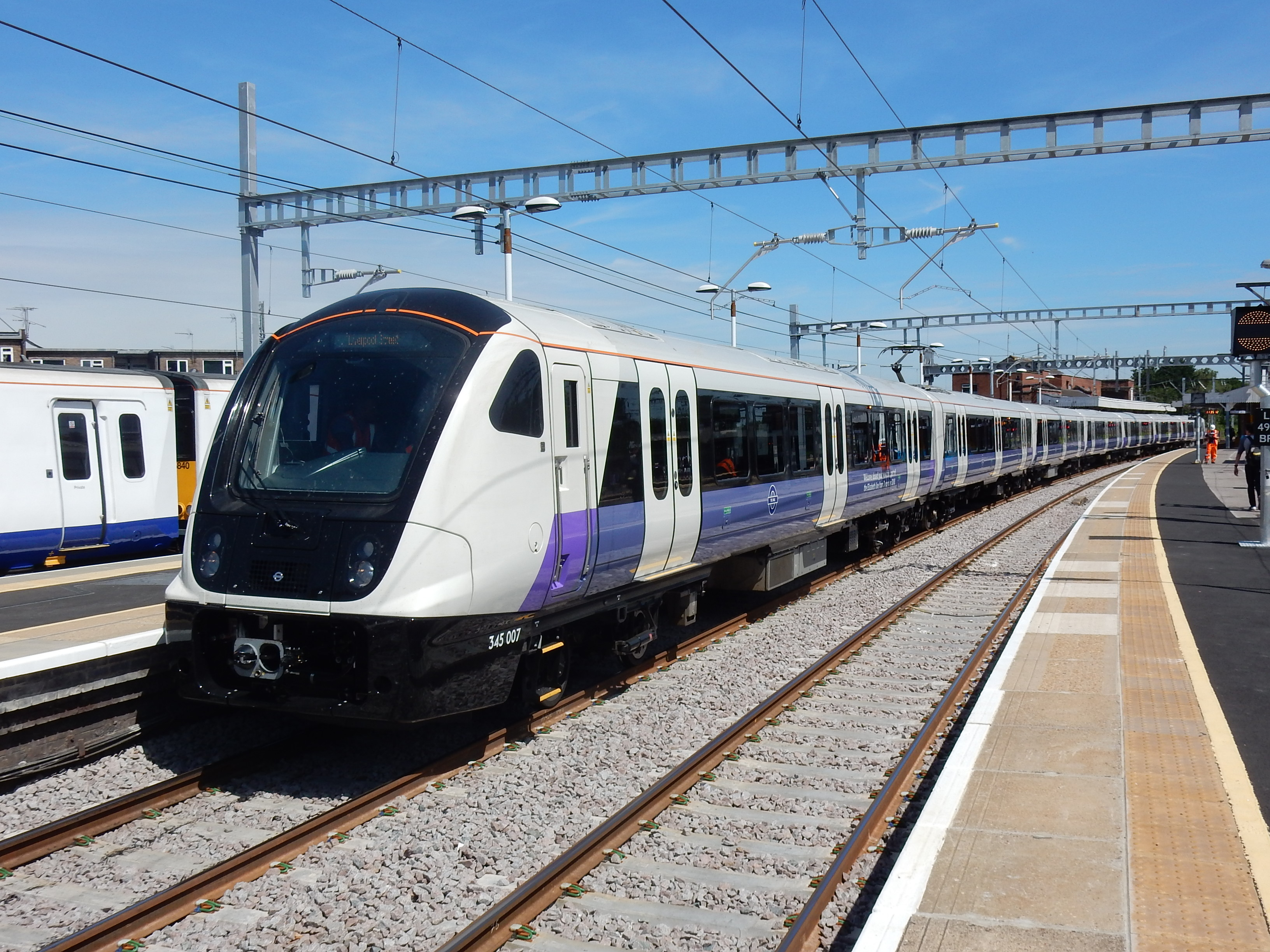
Nowa generacja pociągów dla linii kolejowej Crossrail otwartej w 2022